# U32 (ドイツ潜水艦・2代)
U-32は第二次世界大戦中のナチス・ドイツ海軍のVIIA型Uボートである。
1936年3月15日、U-32はAGヴェーザー社のブレーメンにあるデシマーク造船所でヤードナンバー913として起工された。U-32は1937年2月25日に進水し、4月14日ヴェルナー・ロット大尉の指揮の下、就役した。1937年8月15日ロットはパウル・ビュッヒェル少佐に解任され、1940年2月12日ハンス・イェニッシュ中尉が艦長を引き継いだ。彼はこの艦が失われるまで指揮を執った。

## 艦暦
U-32は9回の哨戒を行い、20隻の船、合計116,836総登録トンを沈め、5隻を損傷させた。1940年10月28日U-32はハンス・イェニッシュの指揮の元、42,348総登録トンの定期船エンプレス・オブ・ブリテンを撃沈した。エンプレス・オブ・ブリテンは既にベルンハルト・ヨーペ中尉の指揮するフォッケウルフC200コンドル長距離爆撃機から250Kgの爆弾2発を受け損傷していた。エンプレスはUボートに撃沈された世界最大の船である。

## 最後
1940年10月30日U-32はイギリス駆逐艦ハーヴェスターとハイランダーからの爆雷を受けアイルランド北西北緯55度37分 西経12度19分 / 北緯55.617度 西経12.317度座標: 北緯55度37分 西経12度19分 / 北緯55.617度 西経12.317度で沈没した。9名の乗組員が死亡した。イェニッシュを含む33名が生き残り、戦争捕虜となった。イェニッシュは6年半イギリスで捕虜となり、1947年6月にドイツに帰還した。

### ウルフパック
U-32は1つのウルフパックに参加した。
- プリエン (1940年6月12日～17日)

## 戦果
| 日付           | 船名                       | 国籍           | トン数 | 結果              |
| -------------- | -------------------------- | -------------- | ------ | ----------------- |
| 1939年9月18日  | ケンジントン・コート       | イギリス       | 4,863  | 沈没              |
| 1939年9月28日  | ジーン                     | ノルウェー     | 875    | 沈没              |
| 1939年10月5日  | マルワリ                   | イギリス       | 8,063  | 損傷 (機雷による) |
| 1939年10月6日  | ロッホゴイル               | イギリス       | 9,462  | 損傷 (機雷による) |
| 1939年12月31日 | ルナ                       | ノルウェー     | 959    | 沈没              |
| 1940年3月2日   | ラガホルム                 | スウェーデン   | 2,818  | 沈没              |
| 1940年6月18日  | アルタイル                 | ノルウェー     | 1,522  | 沈没              |
| 1940年6月18日  | ヌエボ・オンス             | スペイン       | 108    | 沈没              |
| 1940年6月18日  | サルボラ                   | スペイン       | 108    | 沈没              |
| 1940年6月19日  | ラブード                   | ユーゴスラビア | 5,334  | 沈没              |
| 1940年6月22日  | エリ・クヌッセン           | ノルウェー     | 9,026  | 沈没              |
| 1940年8月30日  | チェルシー                 | イギリス       | 4,804  | 沈没              |
| 1940年8月30日  | ミル・ヒル                 | イギリス       | 4,318  | 沈没              |
| 1940年8月30日  | ノルン                     | ノルウェー     | 3,971  | 沈没              |
| 1940年9月1日   | フィジー                   | イギリス海軍   | 8,000  | 損傷              |
| 1940年9月22日  | カレッジン                 | イギリス       | 7,886  | 損傷              |
| 1940年9月25日  | マブリトン                 | イギリス       | 6,694  | 沈没              |
| 1940年9月26日  | コリエンテス               | イギリス       | 6,863  | 損傷              |
| 1940年9月26日  | ダーコイラ                 | イギリス       | 4,084  | 沈没              |
| 1940年9月26日  | タンクレッド               | ノルウェー     | 6,094  | 沈没              |
| 1940年9月26日  | エンパイア・オセロット     | イギリス       | 5,759  | 沈没              |
| 1940年9月29日  | バッサ                     | イギリス       | 5,267  | 沈没              |
| 1940年9月30日  | ハウラーワイク             | オランダ       | 3,278  | 沈没              |
| 1940年10月2日  | ケイソン                   | イギリス       | 4,606  | 沈没              |
| 1940年10月28日 | エンプレス・オブ・ブリテン | イギリス       | 42,348 | 沈没              |

1. ↑  商船は総登録トン数、軍艦は排水量で記載。

### 引用
1. ↑  Kemp 1997, p. 67.
2. ↑  Helgason, Guðmundur. “Ships hit by U-32”. German U-boats of WWII - uboat.net. 2014年10月20日閲覧。